# Synochoneura
Synochoneura är ett släkte av fjärilar. Synochoneura ingår i familjen vecklare.
Kladogram enligt Catalogue of Life:
| Synochoneura | \| \| Synochoneura ochriclivis \| \| \| \| \| \| Synochoneura tapaishani \| \| \| \| |
|              | \| \| Synochoneura ochriclivis \| \| \| \| \| \| Synochoneura tapaishani \| \| \| \| |
|              | Synochoneura ochriclivis                                                             |
|              |                                                                                      |
|              | Synochoneura tapaishani                                                              |
|              |                                                                                      |